# 2-1-2

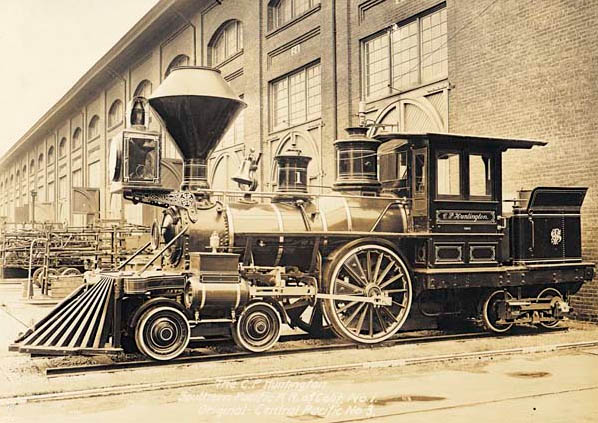
«C. P. Huntington» з осьовою формулою 2-1-2

2-1-2 — осьова формула паровоза з двома бігунковими, однією рушійною і двома підтримувальними колісними парами.
Інші варіанти запису:
- Американський — 4-2-4
- Французький — 212
- Німецький — 2A2
- Турецький - 15
- Швейцарський - 1/5

## Історія

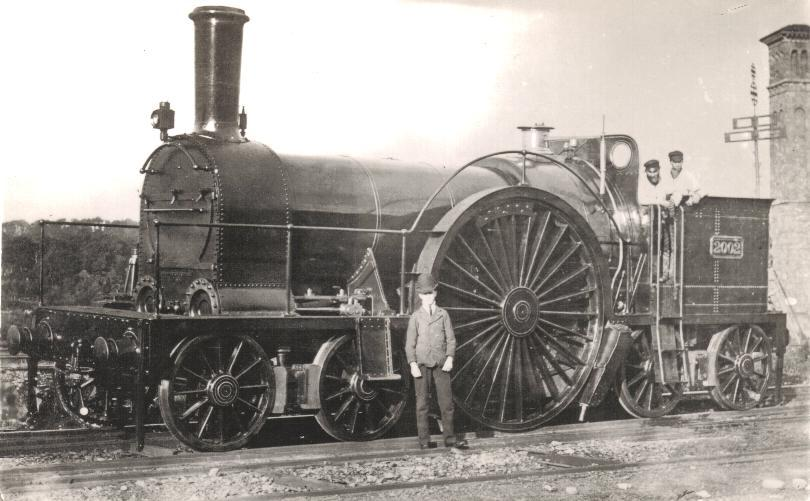
Паровоз James Pearson (engineer)

Дана незвичайна осьова формула використовувалася тільки для танків-паровозів.

### Англія
У Англії така конфігурація була використана в 1853році на 14 локомотивах ширококолійної залізниці, що сполучає Бристоль і Ексетер. Дані паровози були розроблені Джеймсом Пірсоном. Вода містилася в танках (ємностях).